# Szepestölgyes
Szepestölgyes (1899-ig Dubrava, szlovákul: Dúbrava, németül: Eichendorf, Dubrawetz, Brutowetz) falu Szlovákiában, az Eperjesi kerület Lőcsei járásában.

## Fekvése
Szepesváraljától 9 km-re keletre fekszik.

## Története
A középkorban a Csáky uradalom része. 1293-ban „Dubra” alakban említik először, ekkor a szepesi váruradalomhoz tartozott. Később „Dobroua”, „Dubraua” néven szerepel a középkori forrásokban. 1605-ben 5 ház állt a településen. 1653 és 1654 között a korábbi templom alapjain felépült Keresztelő Szent János tiszteletére szentelt katolikus temploma. 1785-ben 36 házában 245 lakos élt. A 18. század végén üvegkohó működött a határában.
A 18. század végén Vályi András így ír róla: „DUBRAVA. vagy Dubrova. Tót falu Szepes Vármegyében, földes Ura Gróf Csáky Uraság, lakosai katolikusok, fekszik Zsegréhez közel, mellynek filiája, Kirkhdorfnak szomszédságában, mivel szántó földgyei hegyeken vagynak többnyire, ’s a’ záporok soványittyák, réttye is sovány, és tsekély; de legelője elegendő, fája mind a’ kétféle, szomszédságban keresettye, második Osztálybéli.”
A falu első iskoláját 1813-ban építették. 1828-ban 56 háza és 422 lakosa volt. 1838-ban nagy tűzvész pusztított itt, melyben a falu felső része leégett és a templom is megrongálódott.
Fényes Elek 1851-ben kiadott geográfiai szótárában így ír a faluról: „Dubrava, Szepes v. tót falu, Zsegra fil. 422 kath. lak. Savanyuviz. F. u. gr. Csáky. Ut. p. Lőcse.”
A trianoni diktátum előtt Szepes vármegye Szepesváraljai járásához tartozott.

## Népessége
| Év:            | 1994. | 2004.   | 2014.    | 2024.   |
| -------------- | ----- | ------- | -------- | ------- |
| Emberek száma: | 337   | 368     | 330      | 332     |
| Eltérés:       |       | +9,19 % | -10,32 % | +0,60 % |

| Év:            | 2023. | 2024.   |
| -------------- | ----- | ------- |
| Emberek száma: | 330   | 332     |
| Eltérés:       |       | +0,60 % |

1910-ben 367, túlnyomórészt szlovák lakosa volt.
2001-ben 364 szlovák lakosa volt.
2011-ben 346 lakosából 341 szlovák.

## Nevezetességei
- Keresztelő Szent Jánosnak szentelt római katolikus temploma 1654-ben épült. 1838-ban részben leégett. 1926-ban tornyát újjáépítették. Mai formáját az 1968-as renoválás után nyerte el.
- A falutól nem messze egy nagy vastartalmú ásványvízforrás mellett kápolna állt, melyet Csabafy János plébános építtetett. A kápolna 1809-ben megsemmisült.